# جيمس د. هنري
جيمس د. هنري (بالإنجليزية: James D. Henry)‏ هو شريف أمريكي، ولد في 1797 في بنسيلفانيا في الولايات المتحدة، وتوفي في 5 مارس 1834 في نيو أورلينز في الولايات المتحدة.